# Maurizio Merli
Maurizio Merli (ur. 8 lutego 1940 w Rzymie, zm. 10 marca 1989 roku w Rzymie) – włoski aktor filmowy, szczególnie znany ze swoich ról twardych detektywów w kilkunastu modnych w latach 70. filmach policyjnych.

## Życiorys
Debiutował na kinowym ekranie niewielką rolą w dramacie historycznym Luchino Viscontiego Lampart (Il Gattopardo, 1963) u boku Burta Lancastera, Alaina Delona i Claudii Cardinale. Rok później wystąpił na scenie w sztuce Triumf (I trionfi, 1964) oraz pojawił się na małym ekranie w telefilmie Wielkie kameleony (I grandi camaleonti, 1964). Następnie powrócił do teatru w przedstawieniu Ludovico Ariosto Orland szalony (Orlando furioso, 1968). Swój sceniczny potencjał objawił w pełni w miniserialu Młody Garibaldi (Il giovane Garibaldi, 1974) jako Giuseppe Garibaldi.
Jego pierwszą główną rolą była postać Burta Halloway, przyjaciela zamordowanego w śniegu przez dwóch przestępców, który troszczy się o swego syna i jego psa owczarka alzackiego w dreszczowcu kryminalnym Biały Kieł na ratunek (Zanna bianca alla riscossa, 1974). Merli został wybrany do tej roli ze względu na swoje podobieństwo do bardzo popularnego kultowego aktora Franco Nero, który zagrał główną rolę w dwóch pierwszych częściach filmu (Biały Kieł (Zanna Bianca, 1973) i Powrót Białego Kła (Il Ritorno di Zanna Bianca, 1974). Przełomem w jego karierze była kreacja komisarza Betti'ego w filmie sensacyjnym Brutalny Rzym (Roma violenta, 1975), który stał się ogromnym hitem i utorowała drogę do ról twardych detektywów w produkcjach takich jak Strach na ulicach (Paura in città, 1976), Rzym zbrojny po zęby (Roma a mano armata, 1976), Brutalny Neapol (Napoli violenta, 1976) czy Jak specjalny glina w akcji (Italia a mano armata, 1976). Jednak filmy te przyciągnęły szorstkie słowa krytyków.
Karierę kontynuował w filmie kryminalnym Zawodnik autostrady (Poliziotto sprint, 1977), melancholijnym dreszczowcu Rebeliant (Poliziotto, solitudine e rabbia, 1980) oraz dramacie biograficznym Kapłan miłości (Priest of Love, 1981) u boku Iana McKellena, Avy Gardner i Johna Gielguda.
Zmarł w 1989 po tenisowym meczu, w wieku 49. lat, na zawał mięśnia sercowego.

## Wybrana filmografia

### Filmy kinowe/wideo
- 1983: Notturno jako Wayne
- 1981: Kapłan miłości (Priest of Love) jako Angelo Ravagli
- 1980: Poliziotto solitudine e rabbia jako Nick Rossi
- 1979: Sbirro, la tua legge è lenta... la mia... no! jako Komisarz Paolo Ferro
- 1979: Sycylijski boss (Da Corleone a Brooklyn) jako Porucznik Berni
- 1978: Byłem agentem C.I.A. (Sono stato un agente C.I.A.') jako John Florio
- 1978: I Gabbiani volano basso jako Albert Morgan
- 1978: Il Commissario di ferro jako Mariani
- 1978: Un Poliziotto scomodo jako Komisarz Olmi
- 1977: Policja się boi (Poliziotto senza paura) jako Wally
- 1977: Il Cinico, l'infame, il violento jako Leonardo Tanzi
- 1977: Mannaja jako Mannaja
- 1977: Poliziotto sprint jako Marco Palma
- 1976: Brutalny Neapol (Napoli violenta) jako Komisarz Betti
- 1976: Strach na ulicach (Paura in città) jako Murri
- 1976: Rzym zbrojny po zęby (Roma a mano armata) jako Komisarz Leonardo Tanzi
- 1976: Italia a mano armata jako Komisarz Betti
- 1975: Brutalny Rzym (Roma violenta) jako Komisarz Betti
- 1974: Biały Kieł na ratunek (Zanna bianca alla riscossa) jako Burt Halloway
- 1974: Catene
- 1974: Il Giovane Garibaldi jako Garibaldi
- 1972: Le Mille e una notte all'italiana
- 1972: Decameron proibitissimo – Boccaccio mio statte zitto...
- 1969: Raptus (Eros e Thanatos)
- 1963: Lampart (Il Gattopardo)

### Seriale TV
- 1974: Canossa
- 1974: Il Consigliere imperiale jako Paride Zaiotti
- 1974: Il Giovane Garibaldi jako Garibaldi
- 1972: All'ultimo minuto